# 奧克拉荷馬州
35°30′N 98°00′W / 35.5°N 98°W
奧克拉荷馬州（波尼語：Uukuhuúwa；卡尤加語：Gahnawiyoˀgeh）是美國的州份，縮寫為OK，有時也簡稱為「Okla」，是美國原住民人口最多的一州。州名「Oklahoma」一詞是由喬克托語中的 okla（人）及 homa（紅色）得來。2000年人口約345萬人。本州行政區劃共轄有77個郡。

## 歷史
考古證據顯示早在冰河時代末期，奧克拉荷馬州已有原住民。当地原住民是印第安人，大多数部落在欧洲人到来时仍旧属于新石器时期晚期，没有大规模的农业，社会结构主要是游猎的氏族部落。各个印第安部落之间有贸易路线，相互间贸易的商品主要有毛皮、陶器、个人配饰和首饰等，这些贸易路线甚至与中美洲的阿兹特克帝国和玛雅文明有联络。
1541年西班牙探險家弗朗西斯科·巴斯克斯·德·科罗纳多在西進時曾橫越奧克拉荷馬州，為歐洲人最早抵此州的記載。由于地处偏僻加上物产贫瘠，殖民德克萨斯的西班牙人对这里兴趣不高，但仍旧派遣传教士在此活动。至十八世紀初，法國的皮毛贸易商沿着密西西比河及其支流（红河和阿肯色河）到來奧克拉荷馬州，在此建立贸易站和武装据点。1763年法国在七年战争中战败，在枫丹白露条约中被迫将密西西比河以东的新法兰西殖民地割让给英国，为了不让英国独大，法国将密西西比河以西的地区送给西班牙，这其中包括俄克拉何马。
1803年，美國於路易斯安那購地中，向法國人購買了美國中部土地，其中便包括奧克拉荷馬州，但不包括其西部的狭长走廊，这个走廊当时属于西班牙的殖民地，但这一地区包括德州北部的锅柄地区属于法国和西班牙的争议地区。
1830年，美国通过印第安人移民法，在该地建立印第安领地，把东南部印第安人安置于此。1830年－1840年，东南部印第安人被强迫经由“血泪之路”迁徙到这里。
1848年美墨战争结束，俄克拉何马的西部狭长走廊归属美国。1866年－1899年，德克萨斯州的白人移民陆续迁入，非法建立了许多农场，改变了当地的人口结构。此后，俄克拉何马一直以印第安领地（Indian Territory）的名称出现。1890年5月2日建立奧克拉荷馬領地，但不包括现在的东南部地区，关于这一领地的未来发生了争执，白人移民要求建立一般州份并加入联邦，印第安人及其拥护者希望建立一个由印第安人主导的自治地方。1901年，印第安人试图在俄克拉何马的东南部建立塞阔雅州但宣告失败。1907年11月16日，奧克拉荷馬州成立，為美國第46個州。
著名的塔尔萨大屠杀就发生在俄克拉何马州的塔尔萨市附近，这是一起白人种族主义者针对当时一个经济上获得成功的黑人城镇的有预谋的破坏行为，是美国20世纪初一系列种族冲突的一部分。

## 法律與政府
奧克拉荷馬州州政府在憲制上是行政、立法和司法三權分立。作為美國南部州份，1970年代以前曾長期由民主黨控制，現時行政和立法皆由共和黨控制，是一個真正的紅州。
立法機構有參議院和眾議院。參議院共有48名議員，任期為四年；眾議院則有101名議員，任期兩年。
州政府與州議會設立在首府奧克拉荷馬市的州議會大廈裡。
全州共有77個縣，首府為奧克拉荷馬城。

## 地理
俄克拉何马州是美国第二十大州，占地面积181,035平方公里，其中陆地面积177,847平方公里，水域3,188平方公里。它是边疆带的六个州之一，部分位于邻近美国本土48个州的地理中心附近的北美大平原。
本州地势西高东低，最低点位于东南角的红河河面。大部地区是平原，但临近阿肯色州的东南部地区属于欧扎克高原山区。气候四季明显，西部属于温带大陆性气候，东部则是亚热带季风气候，降水量由东向西递减。冬季气温受北极寒流和内陆地形影响比同纬度沿海地区低，夏季高温多雨。

### 河流
- Arkansas River 阿肯色河
- Canadian River 加拿大河
- Cimarron River 錫馬龍河
- Lee River 李河
- Red River 雷德河

### 山嶺
- Antelope Hills 羚羊山
- Arbuckle Mountains 阿巴克爾山
- Glass Mountains 玻璃山
- Ouachita Mountains 瓦奇塔山脈
- Ozark Mountains 歐札克山脈
- Wichita Mountains 威奇塔山脈

## 经济

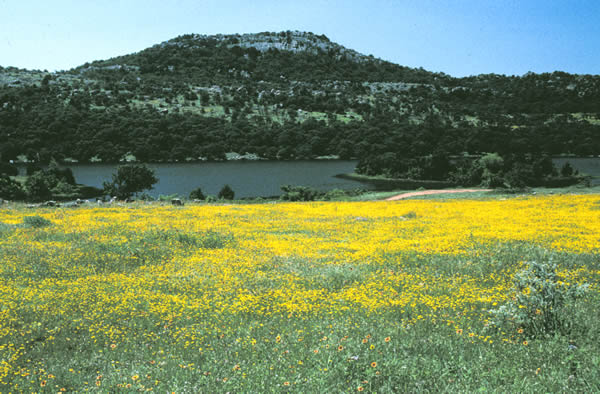
史考特山觀光區

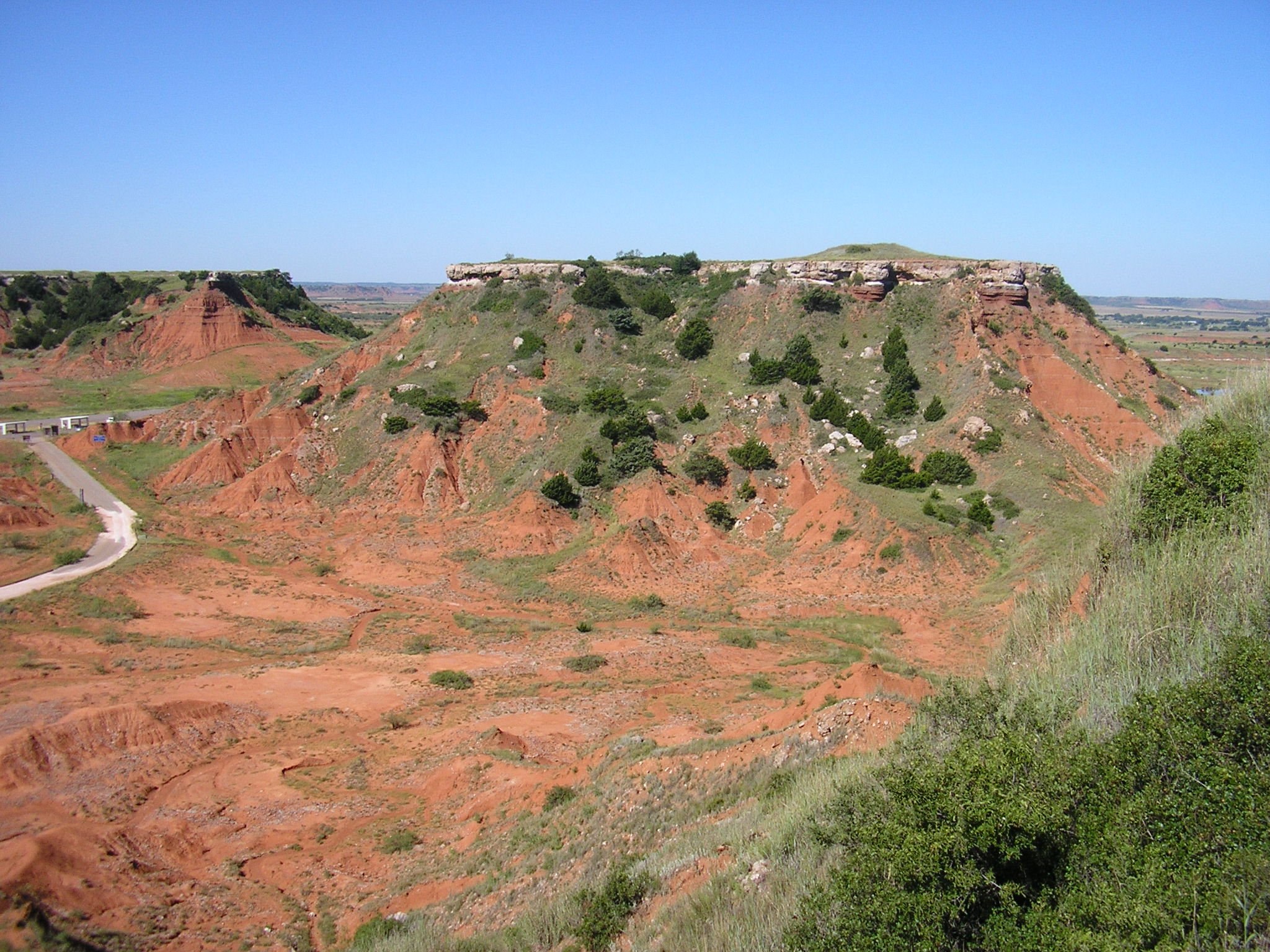
玻璃山

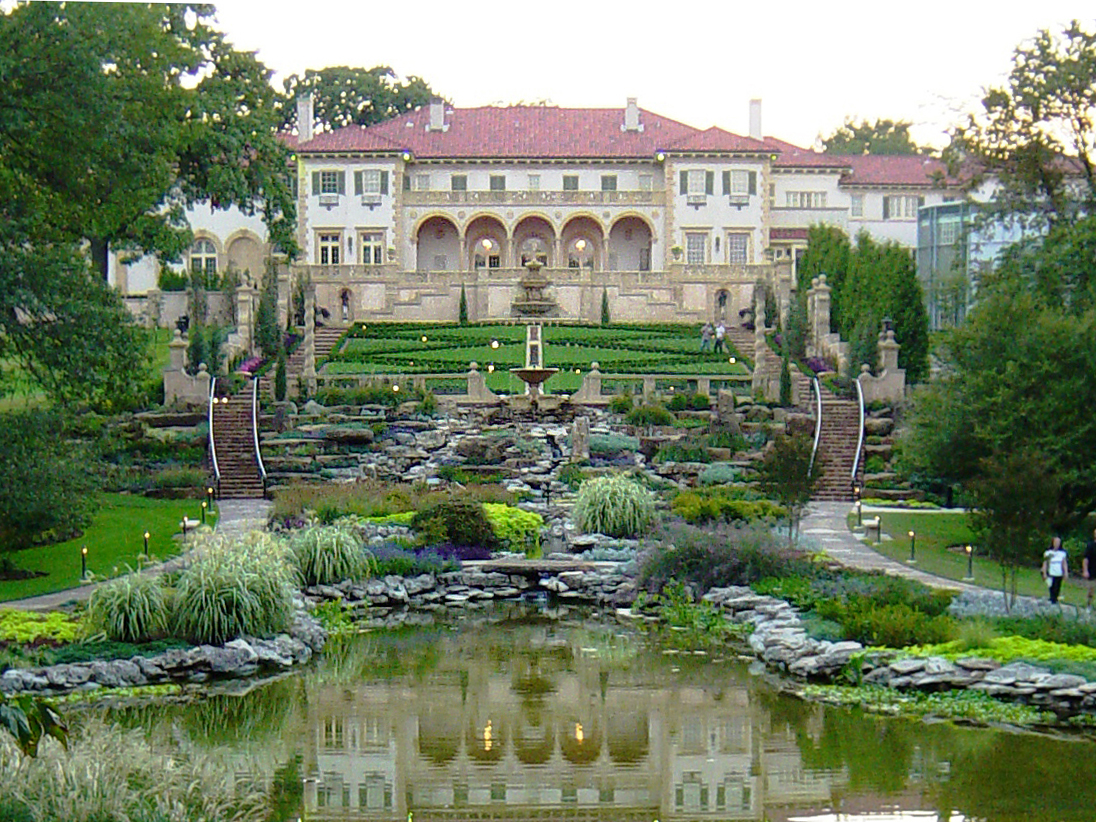
Philbrook 美術館

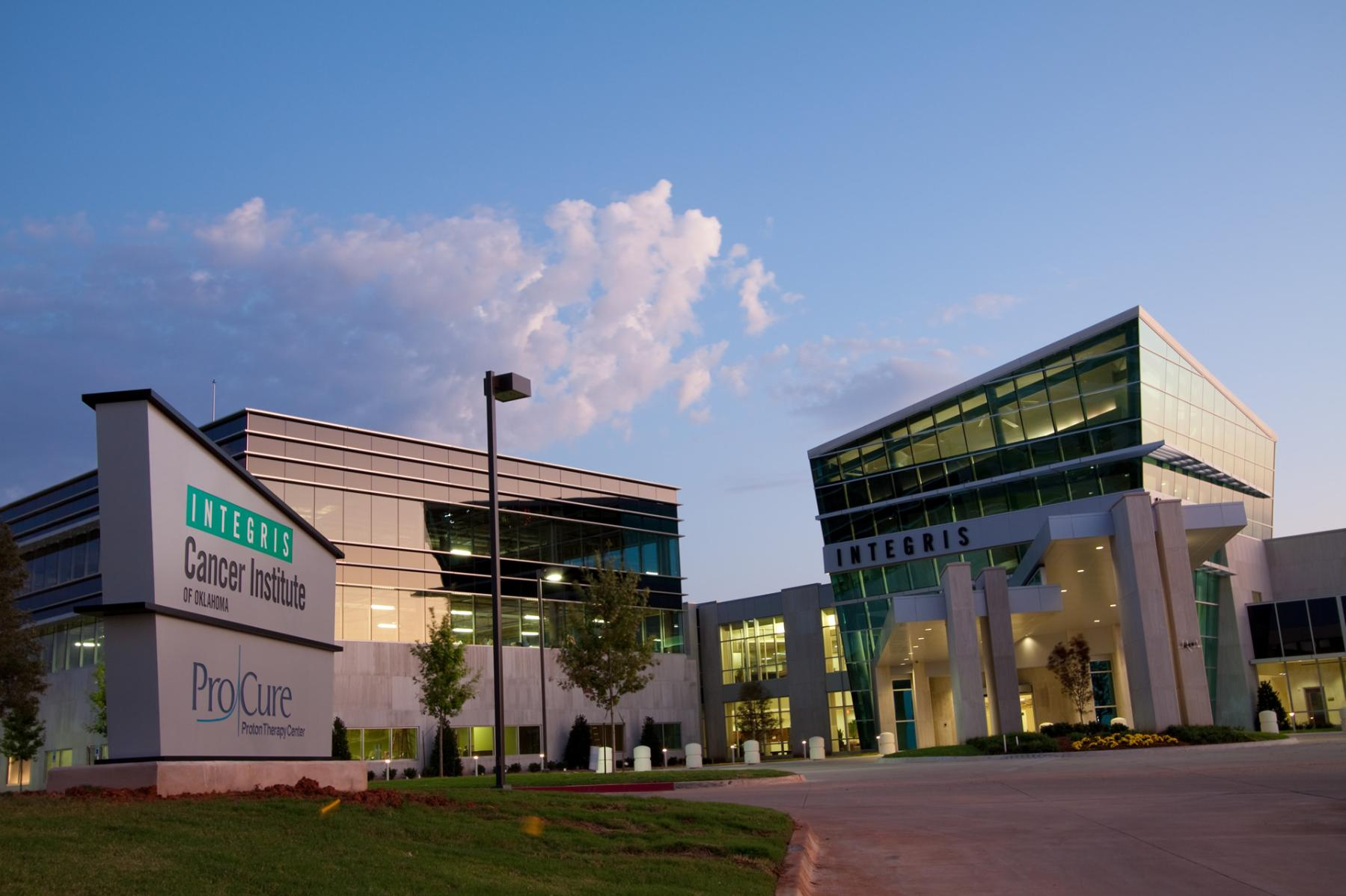
INTEGRIS癌症中心

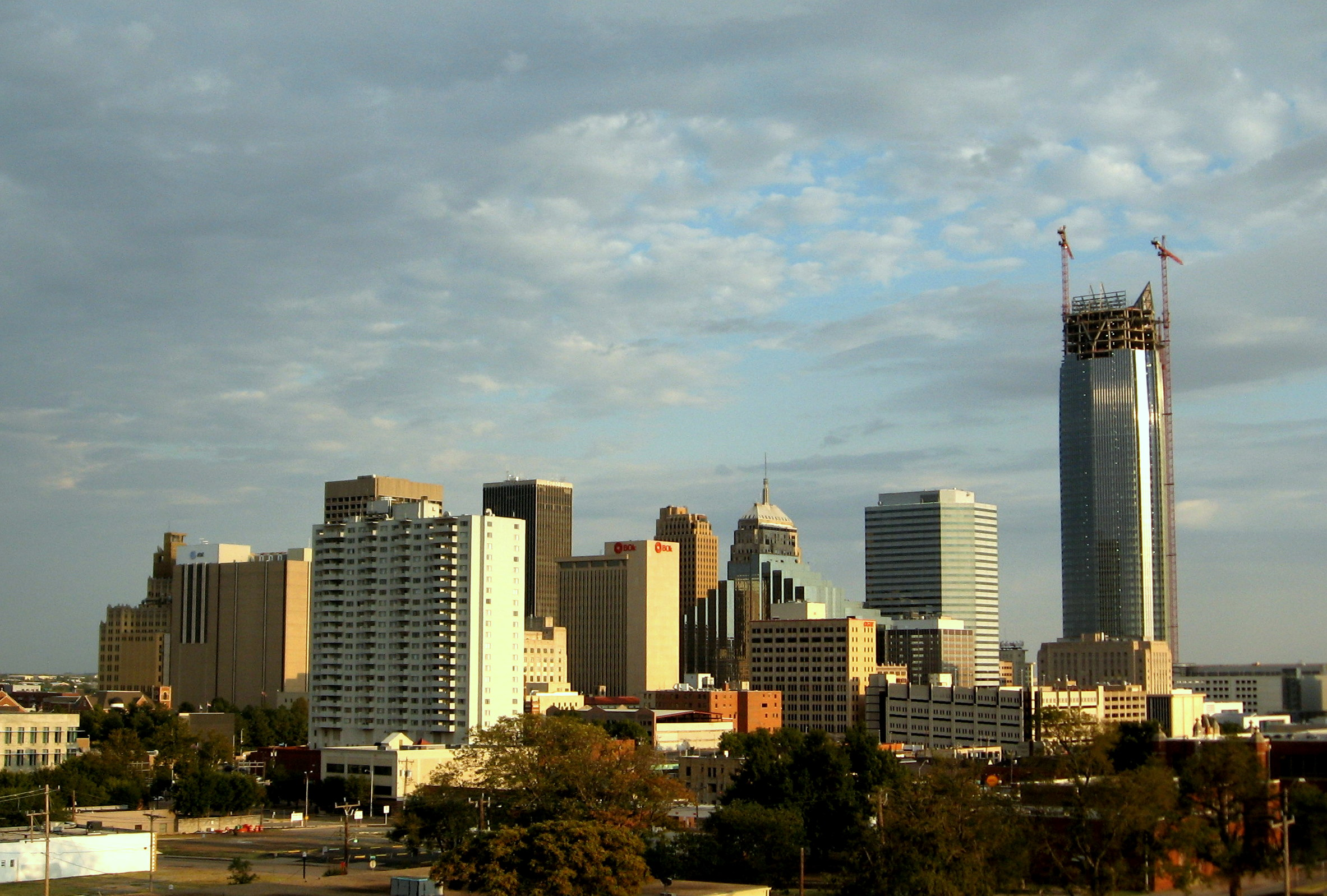
奧克拉荷馬城

### 重要公司
- 阿拉莫租車
- Conoco Petroleum（英语：Conoco Inc.）
- Wilspec Technologies

2003年人口普查，奧克拉荷馬州有3,511,532人；比較特別的是本州的印地安原住民所占比率與非裔美國人幾乎差不多。目前奧克拉荷馬州的種族比例可分為：
| 种族组成                   | 2000  | 2010  |
| -------------------------- | ----- | ----- |
| 白人                       | 76.2% | 72.0% |
| 印地安原住民               | 7.9%  | 8.7%  |
| 非裔美国人                 | 7.6%  | 7.4%  |
| 亚裔美国人                 | 1.4%  | 1.7%  |
| 夏威夷族 和 其他太平洋岛民 | 0.1%  | 0.1%  |
| 其他种族                   | 2.4%  | 4.1%  |
| 混合的种族                 | 4.5%  | 6.0%  |

俄克拉荷馬州的前五大居民祖先為：德國人（14.5%）、本土化血統者（13.1%）、愛爾蘭人（11.8%）、英國人（9.6%）、印地安原住民（6.3%）。
該州6.8%的人口在5歲以下，25.9%的人口在18歲以下，13.2%的人口在65歲以上。女性約占全人口比例50.9%。

### 宗教
宗教上，奧克拉荷馬州居民的信仰比例如下。
- 72% 基督新教
- 8% 羅馬天主教
- 5% 後期聖徒教會（摩門教）
- 1% 獨立教會
- 1% 其他宗教
- 7% 無宗教信仰

在奧克拉荷馬州的新教徒中，前兩大派別為：浸信宗（33%）、衛理宗（9%）

## 重要城鎮
- 巴特尔斯维尔
- 布罗肯阿罗
- 埃德蒙（Edmond）
- 伊尼德
- 劳顿
- 米德韦斯特城
- 穆尔
- 马斯科吉
- 諾曼
- 奧克拉荷馬城
- 斯蒂尔沃特 （Stillwater）
- 塔爾薩

### 都会区
| 排名 | 都会区名稱       | 人口      |
| ---- | ---------------- | --------- |
| 1    | 俄克拉何马城 MSA | 1,396,445 |
| 2    | 塔尔萨 MSA       | 993,797   |
| 3    | 劳顿 MSA         | 126,198   |
| 4    | 斯蒂尔沃特 μSA   | 82,040    |
| 5    | 肖尼 μSA         | 72,679    |
| 6    | 马斯科吉 μSA     | 68,362    |
| 7    | 伊尼德 MSA       | 60,913    |
| 8    | 巴特尔斯维尔 μSA | 51,843    |
| 9    | 塔勒阔 μSA       | 48,675    |
| 10   | 阿德摩尔 μSA     | 48,177    |

## 教育
詳見奧克拉荷馬州學院和大學列表

## 重要體育團體

### NCAA
Oklahoma State University
Oral Roberts University
University of Oklahoma
University of Tulsa

### NBA
紐奧良/俄克拉荷馬市黃蜂（New Orleans/Oklahoma City Hornets）曾因主場館受損而於2005至2007年暫駐奧克拉荷馬城。
2008年，原西雅圖超音速（Seattle Supersonics）從西雅圖遷入，並改名為奧克拉荷馬城雷霆（Oklahoma City Thunder）。

### 棒球
小聯盟的：
奧克拉荷馬紅鷹（Oklahoma Red Hawks，3A級太平洋岸聯盟，母隊：德州遊騎兵）
杜沙鑽孔機（Tulsa Drillers，2A級德克薩斯聯盟，母隊：洛杉磯道奇）
奧克拉荷馬道奇(Oklahoma Dodgers,3A級太平洋岸聯盟,母隊:洛杉磯道奇)

## 名人
- 查特·貝克（1929年12月23日－1988年5月13日），美國爵士樂小號手、短號手和歌手。
- 马丁·加德纳（1914－2010）：科學普及、數學普及書籍作家
- 珍妮·柯克帕特里克（1926－2006）：前美國駐聯合國大使，反共立場鮮明
- 艾菲·伍達德（1952－）：電視、舞台、電影演員，曾18度獲提名艾美獎（4度獲獎）
- 香农·米勒(Shannon Lee Miller)（1977－）：體操運動員，在奧林匹克運動會上拿過七面獎牌
- 畢·彼特（Brad Pitt，1963年12月18日－）：美國電影演員及製片人，曾經獲得奧斯卡最佳男配角獎提名、金球獎最佳男配角獎，並於2007年憑《刺殺傑西》一片獲得威尼斯電影節影帝。2009年憑《班傑明的奇幻旅程》一片首次提名奧斯卡最佳男主角獎。
- 帕蒂·佩奇（Clara Ann Fowler，1927年11月8日－2013年1月1日）：美國知名傳統流行音樂女歌手，1950年代暢銷女歌手，生前售出超過一億張唱片。
- 布雷克·葛里芬:曾是洛杉磯快艇空拋之城的其中一員，為布魯克林籃網的隊員。外號“幹籃哥”，為2011年NBA灌籃大賽得主。
- 史蒂芬·海倫伯格(Stephen McDannell Hillenburg,1961年8月21日－2018年11月26日):海綿寶寶創始人、美國海洋生物學家

## 交通

### 重要機場
- 威爾·羅傑斯世界機場（Will Rogers World Airport），奧克拉荷馬城 (Oklahoma City)
- Tulsa International Airport，圖爾薩 (Tulsa)

### 重要高速公路
- 35號州際公路 I-35
- 40號州際公路 I-40
- 44號州際公路 I-44
- US-69
- Cimarron Turnpike
- Muskogee Turnpike
- Indian Nation Turnpike